# Жирона (футбольный клуб)
«Жиро́на» (кат. Girona Futbol Club) — испанский футбольный клуб из одноимённого города в одноимённой провинции в составе автономного сообщества Каталония. Клуб основан в 1930 году, домашние матчи проводит на стадионе «Монтиливи» (вмещает 13 500 зрителей). Вплоть до сезона 2016/17 клуб никогда не выступал в Ла Лиге. Лучший результат — 3-е место по итогам сезона 2023/24.

## История
Клуб был основан 25 июля 1930 года в кафе Norat на основе прекратившего существование клуба UE Girona. Новая команда начала играть во втором дивизионе чемпионата Каталонии и сыграла свой первый матч против клуба Colonia Artigas.
«Жирона» дебютирует в Сегунде в сезоне 1934/35, а на следующий год занимает в своей группе первое место и попадает в плей-офф, где занимает 5-е место. После гражданской войны «Жирона» чередовала сезоны в Терсере и Сегунде, а после вылета из Сегунды в сезоне 1958/59 команда не могла вернуться туда ровно 50 лет. В 1968 году началось строительство стадиона «Монтиливи», и с 1970 года домашние матчи проводиться там на постоянной основе после почти пяти десятилетий на стадионе «Виста-Алегри».
В последующие десятилетия «Жирона» попеременно проводила то в третьем, то в четвёртом дивизионе, даже проведя три сезона в региональных чемпионатах: в 1982/83 и 1997/99 годах. 16 июня 2008 года, после победы над «Сеутой» со счётом 1:0 в плей-офф, команда под руководством Рауля Анье добилась второго повышения подряд, вернувшись в Сегунду после 49-летнего отсутствия.
22 июля 2010 года группа местных бизнесменов во главе с Рамоном Виларо, Хоакимом Боадасом и Хосепом Слимом приобрела 72 % акций клуба, ранее принадлежавших бывшему президенту клуба Хосепу Гусо и Хосепу Рофесу, став, таким образом, новыми владельцами «Жироны». Виларо был избран новым президентом, а Анье после работы в «Рекреативо» вернулся в качестве менеджера в предстоящей кампании 2010/11 во втором дивизионе, оставаясь на этой должности до 14 января 2012 года, когда он был уволен после поражения от «Рекреативо» со счётом 0:3.
В 2011 году «Жирона» создала резервную команду. 9 мая 2013 года совет директоров клуба под лозунгом «El Girona FC també és meu» («Жирона тоже мой») одобрил увеличение капитала клуба на 300 000 евро.
По итогам сезона 2016/17 команда заняла второе место в Сегунде и впервые в своей истории вышла в Примеру, отыграв там два сезона, после чего вновь выбыла в Сегунду.
23 августа 2017 года было объявлено, что City Football Group (CFG), дочерняя компания Abu Dhabi United Group, приобрела 44,3 % акций «Жироны». Ещё 44,3 % принадлежало Girona Football Group, возглавляемой Пере Гвардиолой, братом тренера «Манчестер Сити» Пепа Гвардиолы. 29 октября 2017 года «Жирона» одержала памятную победу, победив действующего победителя Лиги чемпионов УЕФА «Реал Мадрид» со счётом 2:1.
6 марта 2019 года «Жирона» победила в матче за Суперкубок Каталонии.
9 июля 2021 года главным тренером «Жироны» стал Мичел. В сезоне 2021/22 «Жирона» финишировала шестой в Сегунде и сумела перейти в Ла Лигу после победы в финале плей-офф со счётом 3:1 по сумме двух матчей против «Тенерифе».
В сезоне 2022/23 команда заняла 10-е место в чемпионате Испании: 13 побед, 10 ничьих и 15 поражений. При этом по забитым мячам «Жирона» (58) была пятой. На выезде команда одержала только 3 победы в 19 матчах. Наиболее ярким событием сезона для «Жироны» стала домашняя победа в апреле над «Реалом» (4:2), все 4 мяча у хозяев забил в этом матче аргентинец Тати Кастельянос.
В сезоне 2023/24 «Жирона», укомплектованная такими игроками как Дэйли Блинд, Артём Довбик, Виктор Цыганков, Кристиан Стуани и другими, сумела отлично стартовать в чемпионате Испании: в первых 15 матчах команда одержала 12 побед при единственном поражении от мадридского «Реала». 10 декабря в 16-м туре «Жирона» сенсационно обыграла на выезде «Барселону» со счётом 4:2 и возглавила турнирную таблицу. Запоминающейся стала домашняя победа в начале января над «Атлетико» (4:3), которую принёс Иван Мартин в добавленное ко второму тайму время. 21 января «Жирона» разгромила дома «Севилью» (5:1), Довбик отметился хет-триком. Однако во втором круге с начала февраля «Жирона» заиграла менее уверенно, победы стали чередоваться с поражениями. «Жирона» быстро отстала по очкам от «Реала» (выезд в Мадрид в середине февраля закончился разгромом 0:4), но сумела навязать «Барселоне» борьбу за второе место в чемпионате. 4 мая «Жирона» дома обыграла «Барселону» 4:2, дубль сделал Порту) и впервые в истории получила право сыграть в Лиге чемпионов. В итоге «Жирона» набрала в чемпионате 81 очко в 38 матчах (25 побед, 6 ничьих. 7 поражений), забив 85 мячей (только «Реал» забил на два мяча больше) и заняла итоговое 3-е место, отстав на 14 очков от «Реала» и на 4 от «Барселоны». Артём Довбик с 24 голами (7 — с пенальти) стал лучшим бомбардиром чемпионата Испании.

## Сезоны по дивизионам
- Примера — 5 сезонов
- Сегунда — 24 сезона
- Сегунда Б — 13 сезонов
- Терсера — 44 сезона
- Региональная лига — 3 сезона

## Стадион
«Монтиливи» — многофункциональный стадион, который используется в основном для проведения футбольных матчей. Построен и открыт в 1970 году и вмещает 14 624 человека.
12 марта 2012 года городской совет передал стадион ФК «Жирона» сроком на 30 лет с возможностью продления до 50 лет.

## Тренировочный комплекс
Новые тренировочные базы клуба строятся с декабря 2017 года и расположены на территории комплекса полей для гольфа PGA Catalunya к югу от Жироны. Новый комплекс служит эксклюзивным тренировочным центром клуба. Помимо крытых тренировочных площадок, здесь есть тренировочное поле с гибридной травой, а также поле с натуральным газоном.

## Достижения

### Национальные
- Чемпионат Испании
  - 3-е место: 2023/24
- Сегунда
  - Победитель: 2007/08
- Терсера
  - Победитель (5): 1933/34, 1947/48, 1954/55, 1988/89, 2005/06
- Суперкубок Каталонии
  - Победитель: 2019

## Текущий состав
| 1  | Флаг Испании     | Вр  | Хуан Карлос         | 1988 |  |  |  |  |  |
| 13 | Флаг Аргентины   | Вр  | Пауло Гассанига     | 1992 |  |  |  |  |  |
| 25 | Флаг Украины     | Вр  | Владислав Крапивцов | 2005 |  |  |  |  |  |
|    |                  |     |                     |      |  |  |  |  |  |
| 3  | Флаг Испании     | Защ | Мигель              | 2001 |  |  |  |  |  |
| 4  | Флаг Испании     | Защ | Арнау Мартинес      | 2003 |  |  |  |  |  |
| 5  | Флаг Испании     | Защ | Давид Лопес         | 1989 |  |  |  |  |  |
| 15 | Флаг Испании     | Защ | Хуанпе              | 1991 |  |  |  |  |  |
| 16 | Флаг Испании     | Защ | Алехандро Франсес   | 2002 |  |  |  |  |  |
| 17 | Флаг Нидерландов | Защ | Дейли Блинд         | 1990 |  |  |  |  |  |
| 18 | Флаг Чехии       | Защ | Ладислав Крейчий    | 1999 |  |  |  |  |  |
|    |                  |     |                     |      |  |  |  |  |  |
| 6  | Флаг Нидерландов | ПЗ  | Донни ван де Бек    | 1997 |  |  |  |  |  |
| 8  | Флаг Украины     | ПЗ  | Виктор Цыганков     | 1997 |  |  |  |  |  |
| 10 | Флаг Колумбии    | ПЗ  | Ясер Асприлья       | 2003 |  |  |  |  |  |

| 12 | Флаг Бразилии           | ПЗ  | Артур Мело      | 1996 |  |  |  |  |  |
| 14 | Флаг Испании            | ПЗ  | Ориоль Ромеу    | 1991 |  |  |  |  |  |
| 20 | Флаг Испании            | ПЗ  | Брайан Хиль     | 2001 |  |  |  |  |  |
| 21 | Флаг Венесуэлы          | ПЗ  | Янхель Эррера   | 1998 |  |  |  |  |  |
| 22 | Флаг Колумбии           | ПЗ  | Джон Солис      | 2004 |  |  |  |  |  |
| 23 | Флаг Испании            | ПЗ  | Иван Мартин     | 1999 |  |  |  |  |  |
| 27 | Флаг Нидерландов        | ПЗ  | Габриэл Мисехой | 2005 |  |  |  |  |  |
|    |                         |     |                 |      |  |  |  |  |  |
| 7  | Флаг Уругвая            | Нап | Кристиан Стуани | 1986 |  |  |  |  |  |
| 9  | Флаг Испании            | Нап | Абель Руис      | 2000 |  |  |  |  |  |
| 11 | Флаг Нидерландов        | Нап | Арно Груневелд  | 1997 |  |  |  |  |  |
| 19 | Флаг Северной Македонии | Нап | Боян Миовски    | 1999 |  |  |  |  |  |
| 24 | Флаг Испании            | Нап | Порту           | 1992 |  |  |  |  |  |

## Форма

### Домашняя
| 2017/18 | 2018/19 | 2019/20 | 2020/21 | 2021/22 | 2022/23 | 2023/24 | 2024/25 | 2025/26 |

### Гостевая
| 2017/18 | 2018/19 | 2019/20 | 2020/21 | 2021/22 | 2022/23 | 2023/24 | 2024/25 | 2025/26 |

### Резервная
| 2017/18 | 2018/19 | 2019/20 | 2020/21 | 2021/22 | 2022/23 | 2023/24 | 2024/25 | 2025/26 |

Источники:,